# Jules Brouns

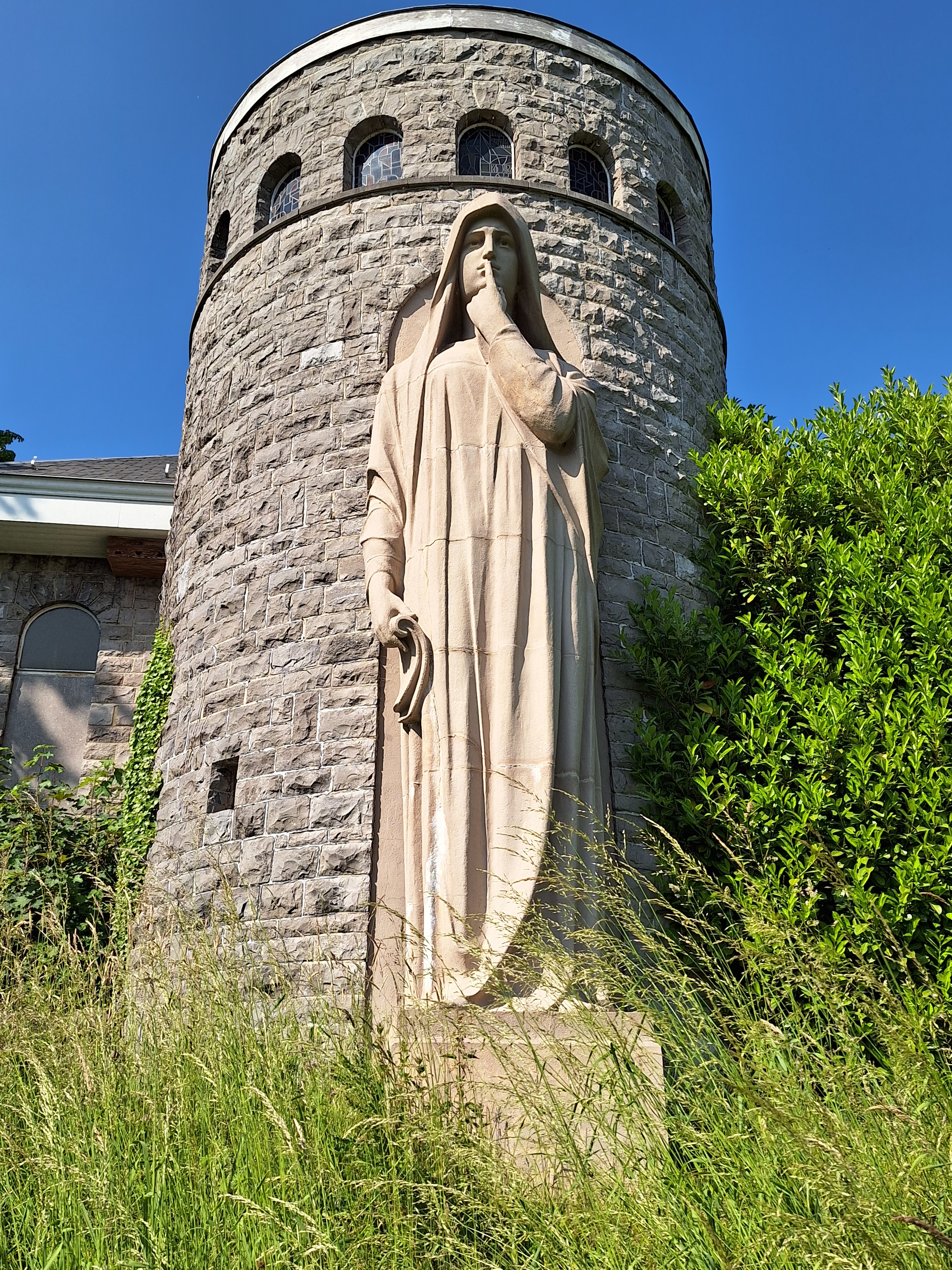
La Dame blanche (1952), standbeeld voor het monument voor Walthère Dewé, oprichter van de verzetsgroep La Dame Blanche.

Jules Joseph Henri Brouns (Ivoz-Ramet, 15 juli 1885 – Herstal, 26 september 1971) was een Belgisch beeldhouwer en tekenaar.

## Leven en werk
Jues Brouns was een zoon van steenhouwer Henri Jules Joseph Brouns en Marie Thérèse Ligot. Jules leerde de beginselen van het werken in steen van zijn vader. Hij werd verder opgeleid aan de Academie voor Schone Kunsten in Luik, als leerling van Joseph Rulot. Na zijn studie werd hij docent modeleren en tekenen aan de technische school van Hoei en later Seraing. 
Binnen het werk van Brouns vormen zijn oorlogsmonumenten een belangrijk deel, vaak voorzien van vrouwenfiguren in lange gewaden, daarnaast beeldhouwde hij onder meer bustes, gevel- en portretreliëfs en grafmonumenten.
Na het overlijden van zijn leermeester Rulot in 1919 nam Brouns diens atelier in Herstal over. Rulot had hem tot zijn erfgenaam benoemd, op voorwaarde dat Brouns waar mogelijk diens werk zou voltooien. Brouns maakte inderdaad onder meer Rulots werk voor de grafkelder van de familie Bouvy op de begraafplaats van Robermont af, maakte in 1920 naar Rulots ontwerp een bronzen beeld voor het oorlogsmonument voor Rhées en hakte het in 1895 door Rulot ontworpen La Légende in steen, dat in 1956 door de stad Luik aangekocht.
Jules Brouns overleed op 86-jarige leeftijd. Zijn archief en een deel van zijn werk is opgenomen in de collectie van het Musée Communal in Herstal.

## Enkele werken
- 1910: Monument ter herdenking van de troonsbestijging van koning Albert I, Aywaille. Naar een ontwerp van Rulot.
- 1923: Gedenkteken voor het weeshuis van Vertbois.
- 1924: Monument voor de begraafplaats van Wezet.
- 1924: Oorlogsmonument op de begraafplaats van Ivoz.
- 1934: Monument voor componist Pierre Van Damme (1867-1947), Boulevard Frère-orban, Luik.
- 1925: buste van dichter Nicolas Defrêcheux (1825-1874), stadhuis van Luik.
- 1926: buste van Joseph Vrindts, stadhuis van Luik.
- 1927: buste van dichter Charles Simonon (1774-1847), stadhuis van Luik.
- 1928-1930: Fronton voor de 'Ecole technique provinciale de Seraing'.
- 1930-1933: Fronton voor de 'Ecole communale de Seraing'.
- 1932: Monument aux héros in Herstal.
- 1932-1938: Surveillantes, twee luifelbeelden voor het Lycée Léonie de Waha in Luik, waarvan één werd gemaakt door Brouns, het andere door Robert Massart.
- 1945: Le banc de la Liberté, Tweede Wereldoorlog-monument in Herstal.
- 1952: La Dame blanche, standbeeld voor het monument voor Walthère Dewé, Rue Coupée in Thier-à-Liège.

## Galerij

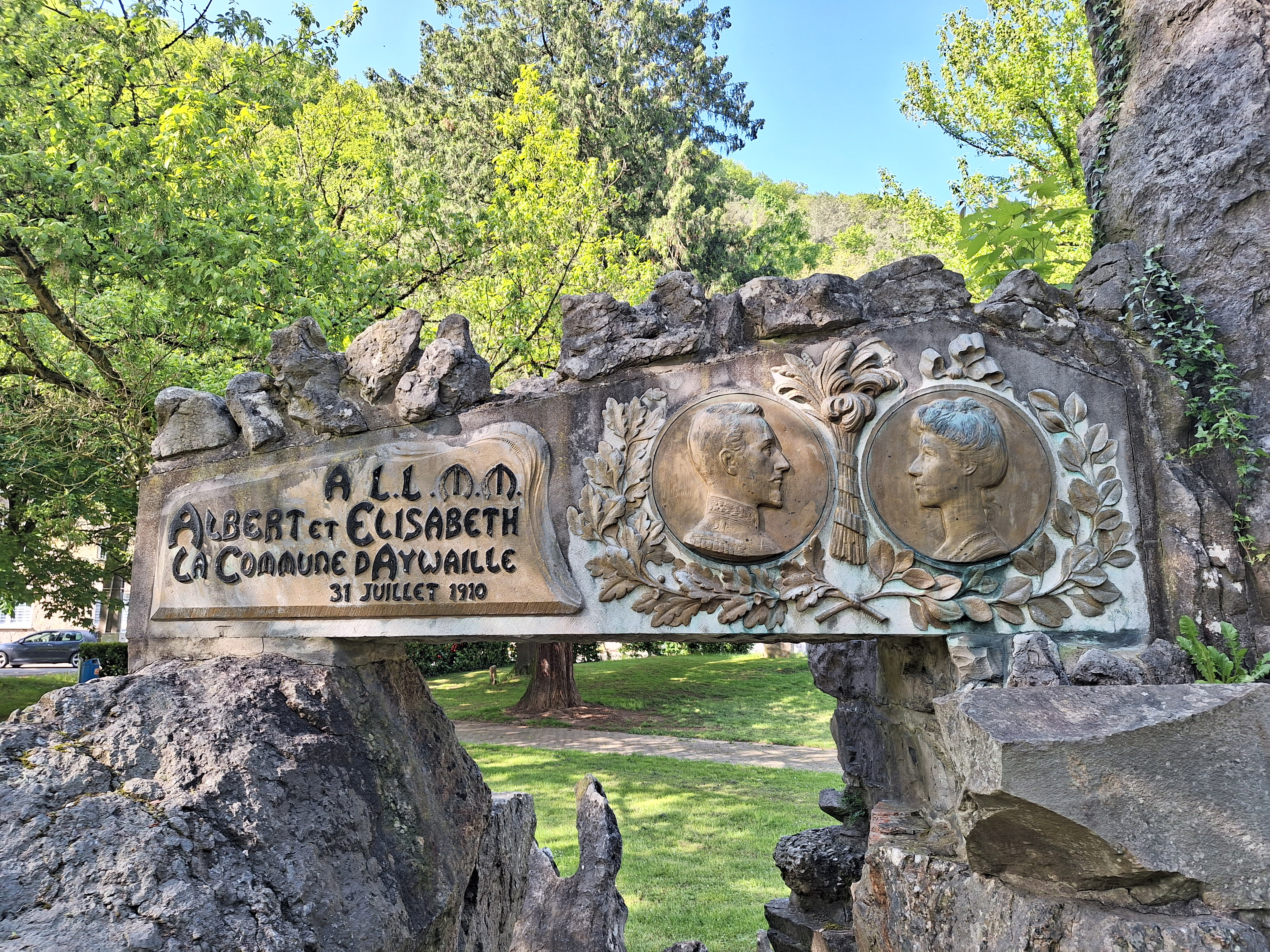
Monument ter herdenking van de troonsbestijging, 1910
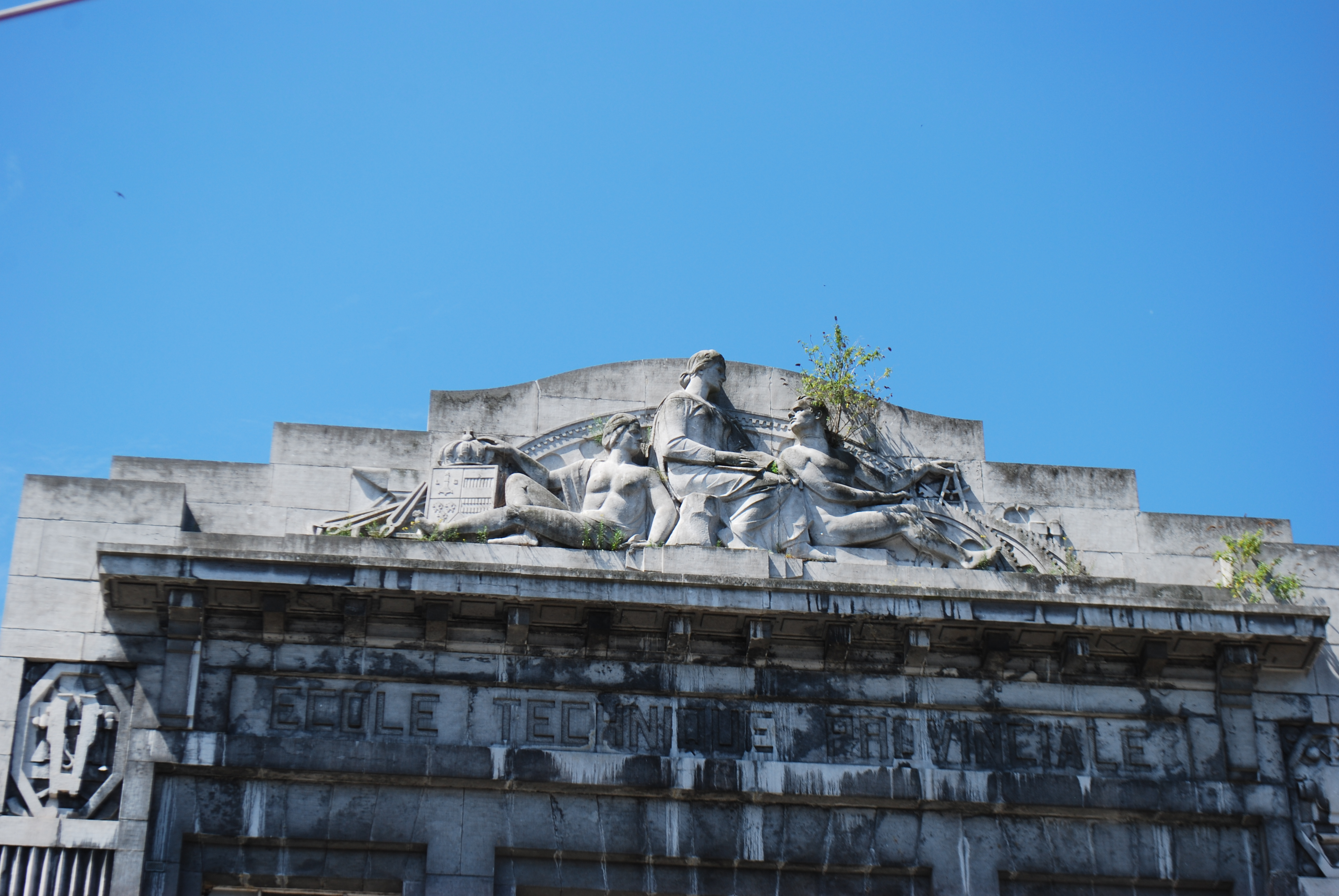
Fronton Ecole technique provinciale de Seraing (1928-1930)
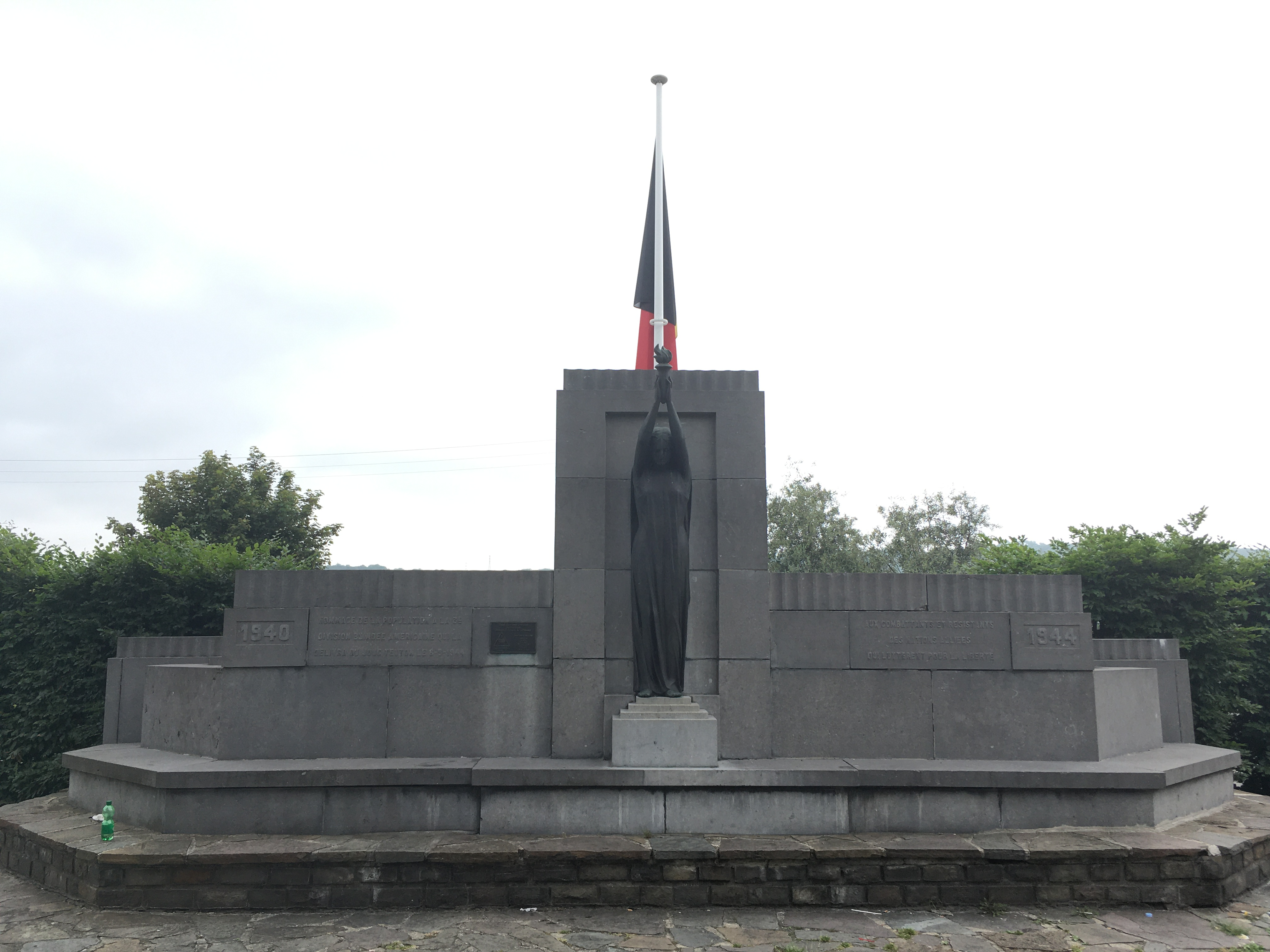
Le banc de la Liberté (1945), Herstal